# Maria Cagigas
Cagigas  Amendo est un nom espagnol. Le premier nom de famille, en général paternel, est Cagigas ; le second, en général maternel, souvent omis, est Amendo.
Maria Mercedes Cagigas Amendo, née le 15 août 1979 à Colindres, est une coureuse cycliste espagnole. Sur route, elle a été troisième du championnat du monde du contre-la-montre juniors de 1997 et a participé aux Jeux olympiques de 2000.
Son frère Matías a également été coureur cycliste.

## Palmarès sur route

### Jeux olympiques
- Sydney 2000
  - 43e du contre-la-montre

### Par années
- 1996
  -  Championne d'Espagne sur route juniors
  - 2e du championnat d'Espagne du contre-la-montre juniors
  - 6e du championnat du monde du contre-la-montre juniors
- 1997
  -  Championne d'Espagne sur route juniors
  -  Championne d'Espagne du contre-la-montre juniors
  -  3e du championnat du monde du contre-la-montre juniors
  - 5e du championnat du monde sur route juniors
- 1998
  - 7e du championnat d'Europe de contre-la-montre espoirs
- 2000
  - 7e du championnat d'Europe de contre-la-montre espoirs
- 2002
  - 3e du championnat d'Espagne sur route
- 2004
  - 3e du championnat d'Espagne du contre-la-montre

### Grands tours

#### Tour d'Italie
2 participations
- 2002 : 37e
- 2003 : 44e

## Palmarès sur piste

### Championnats nationaux
- 2000
  - 3e de la poursuite